# 해밀턴 운하

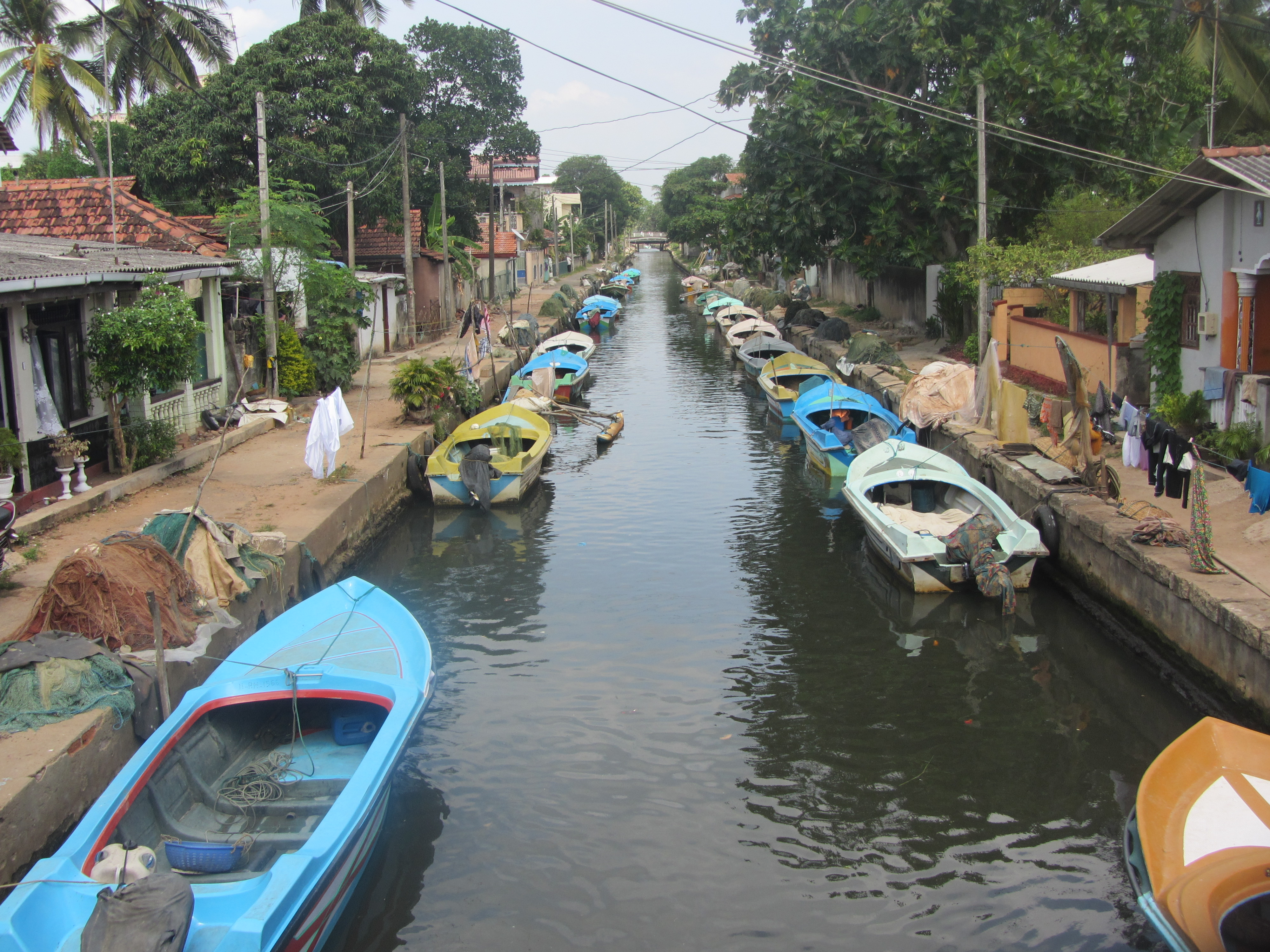
해밀턴 운하의 모습

해밀턴 운하(싱할라어: හැමිල්ටන් ඇල, 영어: Hamilton Canal)는 스리랑카의 푸탈람과 콜롬보를 연결하는 14.5km의 운하다. 해밀턴 운하는 1802년 영국에 의해 건설되었고 1804년에 완공되었다. 해밀턴 운하는 무투라자울라 습지에서 소금물을 빼내도록 설계되었지만 반대의 효과를 낳았다. 이 운하는 네덜란드 정부 세입 상무관인 개빈 해밀턴의 이름을 따서 명명되었다. 해밀턴 운하의 공사는 1802년에 시작되어서 1804년에 완성되었다.

## 역사

### 초기 역사
스리랑카의 서쪽 해안을 따라 이어지는 운하가 처음 언급된 것은 8세기 페르시아의 지리학자 아부 자이드 알 발키가 '세렌디브의 홉스'를 따라 몇 주 동안 항해했다고 보고했을 때였다.
6세기 후 베라 파라크라마바후 8세(1477–1496)는 아레카누트, 정향, 후추, 계피와 같은 생산물을 더 쉽게 네고마포트에 있는 왕국의 주요 항구로 운송할 수 있도록 콜롬보와 네곰보 라군의 외딴 마을들을 연결하는 운하를 만들었다.

### 중세사
1613년 포르투갈의 선교사 마노엘 바라다스 신부는 "콜롬보 근처 칼레인 강으로 들어가는 운하를 타고 내려와 다른 운하로 내려가 이동하는 과정은 매우 짧았다"고 책에 서술했다. 17세기에 포르투갈인들은 헨달라에서 파무누가마까지 운하를 건설했다.
네덜란드는 콜롬보에 식민지를 세웠다. 그 후 그들은 무투라자옐라의 주변 습지에서 벼을 재배하려고 시도했지만, 이전의 싱할라 왕들이 그랬던 것처럼 바닷물이 들어오면 들판을 뒤덮는다는 것을 알아차렸다. 18세기경 네덜란드는 네곰보의 항구로 시나몬을 운반하기 위해 수로에 댐, 운하 등을 건설하기 시작했다. '네덜란드 운하'로도 알려진 해밀턴 운하는 "네덜란드의 식민지 영토의 외딴 지역의 지속적인 교류"를 형성했다.

### 후기 역사
1796년 영국이 이 섬을 점령했고 1802년에는 식민지 조사관 조지 앳킨슨이 운하를 구상하고 정부의 세입 및 상업 담당관 개빈 해밀턴 (1494–1803)의 지원을 받아 새로운 콜롬보-네곰보 운하가 건설되었다. 해밀턴 운하는 헤키타의 켈라니 강 하구에서 파무누가마의 네곰보 석호의 남쪽 가장자리까지 옛 네덜란드 운하의 서쪽과 평행하게 만들어졌다. 해밀턴은 1798년부터 1805년까지 영국령 실론 총독이었던 프레드릭 노스(Frederick North, 1798년부터 1805년까지 실론 총독을 수행)와 함께 실론으로 가서, 실론 식민지 장관인 휴 클레혼의 개인 비서가 되었다. 그는 이후 노스 주지사의 개인 비서가 되었다. 1799년 4월 해밀턴은 민사부 장관 대리로 임명되었고, 1802년 페이마스터 차장으로 임명되었다. 그는 조지프 그린힐의 뒤를 이어 콜롬보 특별구의 세입 및 상업 대리인이 되었다. 해밀턴은 1804년 운하가 완공되기 전인 1803년 2월에 사망했다. 해밀턴 죽은 후, 그는 19,675파운드를 횡령한 것으로 밝혀졌다.
이 운하는 이미 훼손된 무투라자엘라근처 습지의 소금물을 배수하기 위해 해밀턴 운하를 설계했지만 , 해밀턴 운하는 네곰보 호수뿐만 아니라 켈라니 강에도 염분을 증가시키면서 반대의 효과를 낳았다.

### 21세기 복원
2012년 스리랑카 국토개발공사가 운하의 복구 작업을 시작했다. 첫 번째 단계는 마하오야와 네곰보 사이의 9km 구간이었다. 켈라니 강가와 네곰보 사이의 2단계 공사는 2013년 2월 20일에 시작되었다. 헤키타 분기점과 핀와타 사이의 첫 2.5km 구간은 2013년 8월 2일 일본 국제협력은행의 재정적 지원으로 4억의 비용으로 완공되었다.